# Правовий спір
Правовий спір — це юридичний конфлікт між учасниками правовідносин, у якому кожен з учасників правовідносин захищає свої суб'єктивні права.
Правові спори виникають внаслідок порушення суб'єктивних прав у результаті протиправних дій, а також у разі невизнання або оспорювання
суб'єктивних прав.
Попередження та вирішення правових спорів здійснюється шляхом використання передбачених законом можливостей (інструментів) захисту суб'єктивних прав, таких, як:
- загальні прийоми вирішення конфліктів (організація перемовин, залучення посередників, тощо);
- звернення до відповідного державного, самоврядного чи громадського органу або уповноваженої особи за захистом свого суб'єктивного права.

Як правило, правові спори вирішуються судами за позовами зацікавлених осіб.